# Chenières
Chenières település Franciaországban, Meurthe-et-Moselle megyében. Lakosainak száma 600 fő (2022. január 1.). Chenières Baslieux, Cutry, Haucourt-Moulaine, Laix, Mexy, Réhon, Ugny és Villers-la-Montagne községekkel határos.

## Népesség
A település népességének változása:
| Lakosok száma | 431  | 452  | 512  | 578  | 644  | 637  | 632  | 631  | 621  | 600  |
|               | 1968 | 1982 | 1990 | 2006 | 2013 | 2015 | 2017 | 2019 | 2020 | 2022 |